# Marian Woyna-Orlewicz
Marian Wiktor Woyna-Orlewicz (* 5. Oktober 1913 in Wadowice; † 13. Januar 2011 in Zakopane) war ein polnischer Skilangläufer und Nordischer Kombinierer.
Woyna-Orlewicz gehörte in den 1930ern zu den besten polnischen Skilangläufern. Er startete für TS Wisła Gwardia Zakopane. Bei den Olympischen Winterspielen 1936 in Garmisch-Partenkirchen erreichte er mit der polnischen Langlaufstaffel den siebten Platz und platzierte sich im 18 Kilometer-Einzelwettbewerb als 32. Außerdem belegte er den 24. Platz in der Nordischen Kombination.
Woyna-Orlewicz wurde zudem Dritter bei den polnischen Meisterschaften im Skispringen 1935 in Zakopane.
Nach seiner aktiven Karriere war er als Trainer tätig. Sein Sohn Jerzy Woyna-Orlewicz (* 1943) nahm bei den Olympischen Winterspielen 1964 an den Alpinen Skiwettbewerben teil.